# Flavius Stilicho

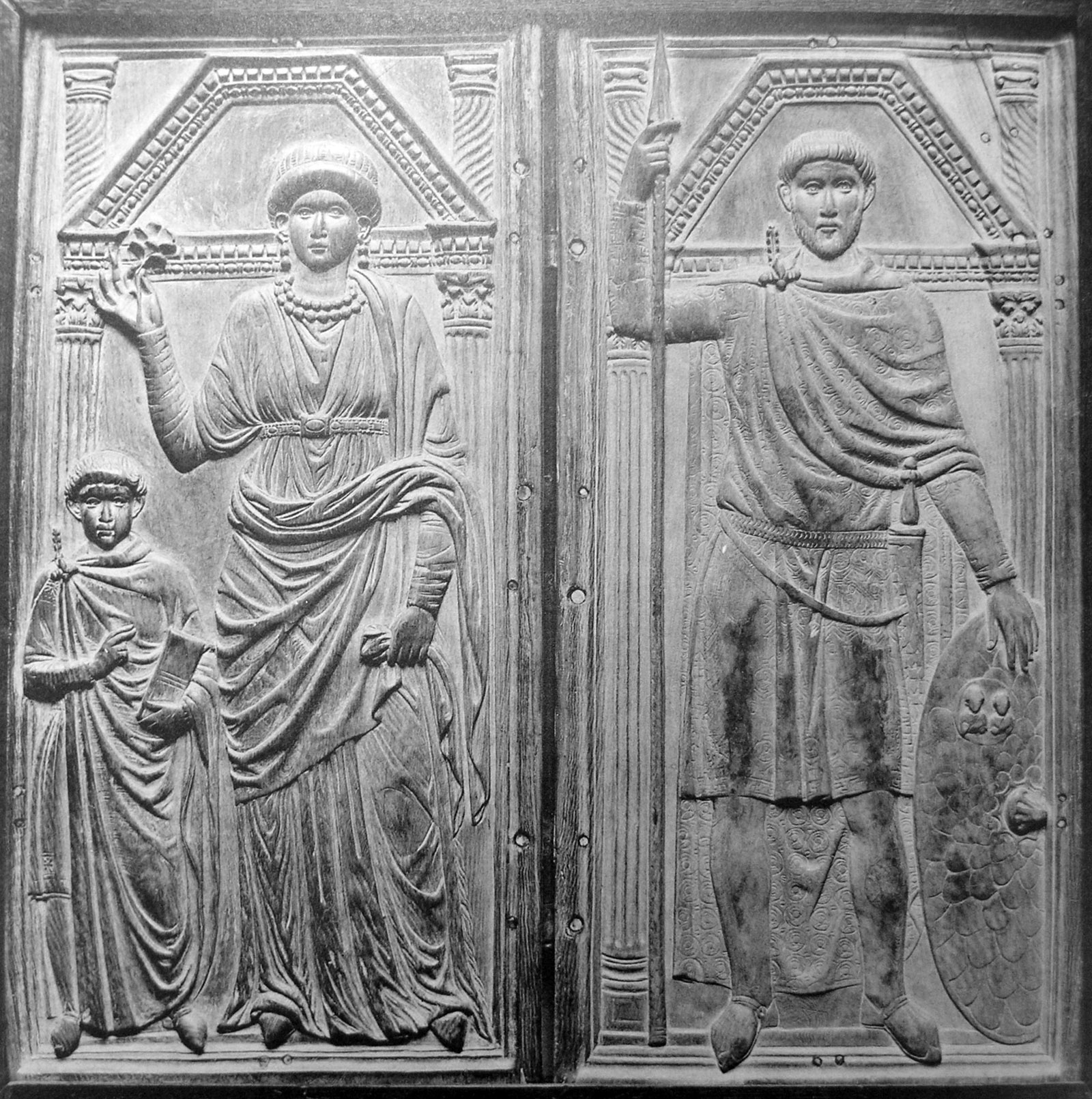
Stilicho és családja egy diptychonon (Monza)

Flavius Stilicho (359 körül – 408. augusztus 22.) a Nyugatrómai Birodalom vandál származású hadvezére, egyben legbefolyásosabb politikusa volt.

## A Birodalom védelmezője
A vandál származású hadvezér valahol Germania vagy Pannonia területén született, és itt csatlakozott a római hadsereghez. I. (Nagy) Theodosius idején emelkedett tábornoki rangba: feladata a határ védelme volt a nyugati gótokkal szemben, amit vagy húsz éven keresztül el is látott. Hogy megerősítse hűségében, a császár Stilichóhoz adta unokahúgát, Serenát, és kisebbik fia, Honorius nevelőjévé tette (Stilicho később saját lányát, Mariát adta az ifjú császárhoz feleségül).
Theodosius végrendeletében felosztotta a birodalmat két fia között: a keleti birodalomfelet Arcadius, a nyugatit a Stilicho pártfogolta, 10 éves Honorius örökölte. (A hadvezérről terjesztették, hogy nem csak a Nyugatrómai Birodalom császára, hanem a bizánci uralkodó helyett is gyakorolni akarta a hatalmat, ám Arcadiust más kegyencek (Rufinus, Eutropius majd Anthemius) irányították, akik sikeresen megakadályozták Stilicho térnyerését Konstantinápolyban).
Stilicho magister militumi minőségében eredményesen védelmezte meg a széthulló nyugati területeket a barbár betörésekkel szemben. 397-ben Macedoniában és Görögországban legyőzte az Alarik vezette nyugati gótokat, illetve Africában elfojtott egy felkelést. 401-től kezdve Raetia és Észak-Itália területén harcolt, és két nagy csatában (402 – Pollentia, 403 – Verona) állította meg ismét Alarik nyugati gótjait.
Utolsó nagy győzelmét 406 augusztusában Fiesole mellett aratta Radagaisus felett, de hadvezéri babérjai illetve az idegengyűlölet miatt a kegyvesztés őt is utolérte.

## Stilicho bukása
Látványos eredményei ellenére Stilicho helyzete nem volt teljesen biztos. 406. december 31-én vandálokból, alánokból és szvévekből álló germán tömeg áttörte a rajnai limest, majd átlépve a Rajnát ellepték Galliát. Ezt a támadást haderő híján már hadvezéri zsenije sem tudta megállítani. Barbár származása, ariánus hite, hatalmas vagyona és mindenhatósága miatt a római udvar mindig is ferde szemmel nézett rá: terjesztették róla, hogy a saját fiát akarja a trónra ültetni, és hogy lepaktált a barbárokkal. 408 augusztusában – feltehetően egy senatori körökben szerveződött puccs keretében – Ticinumban fellázadt a helyi legio, mire Stilicho Ravennába menekült, ahol fogságba esett, majd Honorius parancsára kivégezték. Halála után erős idegenellenes hangulat uralkodott el a birodalomban, és a hamarosan bekövetkező pogromok során a rómaiak kb. 10 000 gótot mészároltak le. Az Alarik vezette gótok ezt megbosszulandó törtek be Itáliába.